# Pedro Portocarrero
Pedro Paulo Portocarrero Angulo (Dagua, 13 maggio 1977) è un ex calciatore colombiano, di ruolo difensore.

## Carriera

### Club
Durante la sua carriera ha giocato con varie squadre di club, tra cui principalmente l'Independiente Santa Fe.

### Nazionale
Conta 10 presenze con la nazionale colombiana.

## Palmarès

### Club

#### Competizioni nazionali
- Campionato argentino: 1

San Lorenzo: Clausura 2001
- Campionato colombiano: 1

Cúcuta Deportivo: 2006